# Это мой парк (фильм, 1985)
«Это мой парк» (англ. The Park Is Mine) — канадский боевик 1985 года, основанный на одноимённом романе Стивена Питерса.

## Сюжет
Митч Гарнетт, ветеран Вьетнамской войны, не может найти нормальную работу и вынужден терпеть пренебрежение окружающих. Его друг, такой же ветеран, кончает жизнь самоубийством, спрыгнув с крыши городской больницы. В оставленном письме он сообщает Митчу о плане захвата центрального парка перед Днем ветеранов, для того чтобы привлечь внимание к проблемам ветеранов. Также он оставляет карту, на которой обозначены оружие и боеприпасы, спрятанные по всему парку. Митч решает реализовать неоконченный план умершего друга.

## В ролях
- Томми Ли Джонс
- Хелен Шейвер